# 詹博洛尼亚

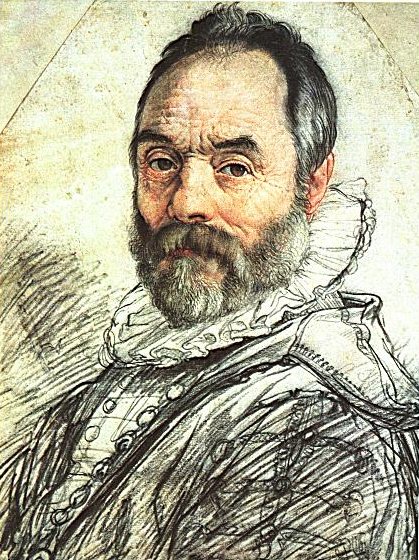
肖像

詹博洛尼亚（Giambologna，（1529年—1608年8月13日））是文艺复兴后期雕塑家，以风格主义的大理石雕刻和青铜雕刻闻名。

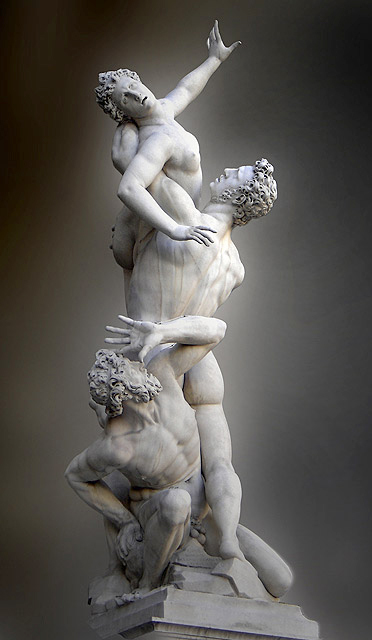
强掳萨宾妇女

## 生平
詹博洛尼亚出生在佛兰德的杜埃（今属法国），年轻时在安特卫普师从建筑师、雕塑家Jacques du Broeucq，1550年前往意大利，到罗马学习。詹博洛尼亚详细研究古代雕塑，也深受米开朗琪罗的影响，但是发展了自己的风格主义，较少强调情感，而较多强调优雅的外观、冷静的雅致和美。教宗庇护四世给了詹博洛尼亚第一项重要的任命：博洛尼亚海神喷泉巨大的海神铜像和附属人物。詹博洛尼亚大部分的创作期都住在佛罗伦萨，他在1553年在该市定居，成为美第奇家族的宫廷雕刻家 - 此后美第奇家族再也不让他离开佛罗伦萨，因为他们担心奥地利或西班牙得哈布斯堡王朝用永久职业来诱惑他。直到79岁时在佛罗伦萨去世，他埋葬在自己设计的佛罗伦萨圣母领报大殿的一个小礼拜堂内。

## 作品
詹博洛尼亚最著名的作品之一是“墨丘利”，用一只脚保持身体平稳，上帝举起一只胳膊指向天空，手势借鉴了詹博洛尼亚的maniera特有的古典手法。
詹博洛尼亚的几幅维纳斯建立了匀称的规则，影响了意大利和北方的两代雕塑家的女神雕塑的模式。他创造的寓言大大促进了美第奇家族的政治宣传，如《佛罗伦萨击败比萨》，和《参孙杀死非利士人》（1562年）
他在著名的《强掳萨宾妇女》（1574-82）中，以解决交缠在一起的三个人物的复杂立体空间难题为乐，被安放在佛罗伦萨领主广场上的佣兵凉廊。《赫剌克勒斯与半人马涅索斯》（1599年）也是他的天才作品，并且也安放在佣兵凉廊。

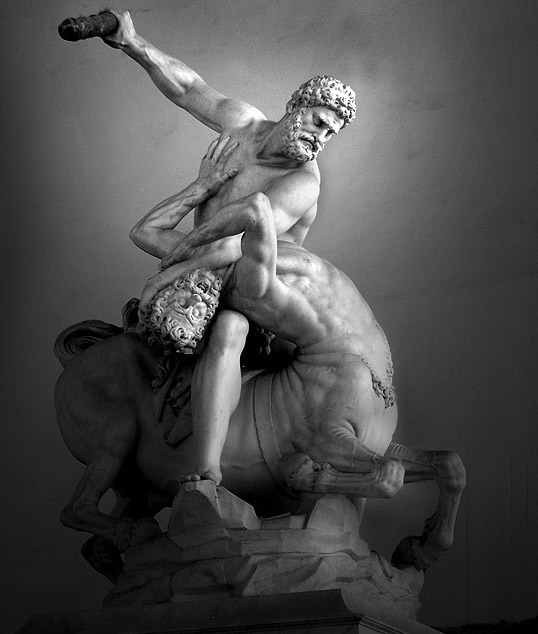
赫剌克勒斯与半人马涅索斯

科西莫一世的骑马雕像也位于佛罗伦萨，由他的助手Pietro Tacca完成。